# エンジン (雑誌)
『エンジン』 (ENGINE) は、新潮社が発行する日本の月刊自動車雑誌である。毎月26日発売。

## 概要
2000年8月に創刊された男性向けの月刊雑誌であり、自動車を中心としてファッション、時計、インテリアなどのライフスタイルなども扱っている。また読者向け会員制クラブの「ENGINE PREMIUM CLUB」がある。
創刊時から2011年11月号までの編集長は鈴木正文。2011年12月号より副編集長を務めてきた村上政が編集長となった。2024年12月号より永野正雄が編集長となり、村上政は総編集長となった。

## 読者層
2001年2月号で行った読者アンケートに基づいた媒体資料によると、読者の平均年齢は38.2歳であり、約70%が大都市圏に居住しているとされる。印刷部数公表は、37,167部（2009年1-3月期）、33,934部（2009年10-12月期）などであった。